# Campeonato Baiano 1907
In 1907 werd het derde Campeonato Baiano gespeeld voor voetbalclubs uit de Braziliaanse staat Bahia. De competitie werd gespeeld van 26 mei tot 13 oktober. São Salvador werd kampioen. 

## Wedstrijden
| Data         | Thuisploeg    | Uitslag | Uitploeg      |
| ------------ | ------------- | ------- | ------------- |
| 26 mei       | Santos Dumont | 4 – 0   | Bahiano       |
| 2 juni       | São Salvador  | 4 – 2   | Santos Dumont |
| 16 juni      | Vitória       | 5 – 0   | Bahiano       |
| 7 juli       | São Salvador  | 8 – 0   | Bahiano       |
| 21 juli      | Vitória       | 0 – 0   | Santos Dumont |
| 11 augustus  | São Salvador  | 1 – 0   | Vitória       |
| 4 augustus   | Bahiano       | 0 – 6   | Vitória       |
| 22 augustus  | Bahiano       | 0 – 1   | São Salvador  |
| 1 september  | Santos Dumont | 0 – 0   | Vitória       |
| 15 september | Bahiano       | 1 – 4   | Santos Dumont |
| 29 september | Vitória       | 2 – 2   | São Salvador  |
| 13 oktober   | Santos Dumont | 1 – 2   | São Salvador  |

## Eindstand
| Plaats | Club          | Wed. | W | G | V | Saldo | Ptn. |
| ------ | ------------- | ---- | - | - | - | ----- | ---- |
| 1.     | São Salvador  | 6    | 5 | 1 | 0 | 18:5  | 11   |
| 2.     | Vitória       | 6    | 2 | 3 | 1 | 13:3  | 7    |
| 3.     | Santos Dumont | 6    | 2 | 2 | 2 | 11:7  | 6    |
| 4.     | Bahiano       | 6    | 0 | 0 | 6 | 1:28  | 0    |

|  | Kampioen |

## Kampioen
| Campeonato Baiano de 1907 |
| ------------------------- |
| SÃO SALVADOR 2º Titel     |